# Réservoir de Round Valley
Le réservoir de Round Valley (en anglais : Round Valley Reservoir) est un lac de barrage américain situé dans le township de Clinton au sein du comté de Hunterdon au New Jersey.

## Géographie
Le réservoir de Round Valley est construit dans le township de Clinton par la création de trois grands terre-pleins.
Le lac se trouve dans une vallée de roches sédimentaires. Il doit son nom à la montagne Cushetunk (en), de roches volcaniques et de forme circulaire (en anglais : round), qui l'entoure.
Le réservoir est d'une superficie de 2 350 acres (951 ha) et d'une profondeur maximale de 180 pieds (55 m). Sa capacité maximale est d'environ 208 000 000 m3 d'eau, ce qui est fait le plus grand réservoir d'eau du New Jersey. Il est rempli par pompage par la New Jersey Water Supply Authority, depuis la Rockaway Creek (en).

## Histoire
Après la sécheresse de 1953, les élus du New Jersey s'inquiètent de possibles pénuries d'eau. Ils projettent de construite un réservoir dans l'ouest de l'État pour alimenter Newark et sa banlieue. En 1958, les électeurs de l'État — à l'exception de ceux du comté de Hunterdon — votent en faveur d'une émission d'obligations à hauteur de 46 millions de dollars pour la création des réservoirs de Round Valley et de Spruce Run (en).
Malgré des oppositions locales, l'État du New Jersey acquiert peu à peu les terrains nécessaires à la construction du barrage. Il est mis en eau au milieu des années 1960. En 1977, le lac est relié à la Rockaway Creek (en) et donc au bassin du Raritan.
Le lac est parfois surnommé le « triangle des Bermudes du New Jersey ». Depuis sa construction, plusieurs personnes y sont mortes, notamment en raison du vent et des eaux froides du réservoir, et certains corps n'ont jamais été retrouvés.

## Protection
Le réservoir se trouve au sein d'une zone récréative de 3 684 acres (1 491 ha). Les activités de pêche et de jeu sont gérées par la Division du poisson et de la vie sauvage du Département de la protection de l'environnement du New Jersey (New Jersey Department of Environmental Protection’s (NJDEP) Division of Fish and Wildlife) tandis que les autres équipements sont administrés par le Service des parcs d'État (NJDEP State Park Service).